# Вітковський Сергій Сергійович
Сергій Сергійович Вітковський (рос. Сергей Сергеевич Витковский; нар. 9 січня 1984, Красноярськ) — російський борець вільного стилю, срібний призер чемпіонату Європи, володар Кубку світу в особистому заліку та в команді, дворазовий володар Кубку європейських чемпіонів. Заслужений майстер спорту з вільної боротьби.

## Життєпис
Боротьбою почав займатися з 1992 року. Від самого початку тренувався у свого батька Сергія Вітковського-старшого — майстра спорту з вільної боротьби, чемпіона Росії, заслуженого тренера Росії. У 1998 році став переможцем Світових молодіжних ігор. Наступного року переміг на чемпіонаті світу серед кадетів. У 2001 та 2003 роках ставав чемпіоном світу серед юніорів.
Виступав за Школу вищої спортивної майстерності, Красноярськ. Бронзовий призер чемпіонатів Росії (2003, 2004).
У збірній команді Росії з 2004 по 2007 рік.
Завершив спортивну кар'єру у 2007 році.
Випускник Красноярського політехнічного інституту.

## Спортивні результати на міжнародних змаганнях

### Виступи на Чемпіонатах Європи
| Змагання                         | Збірна | Вагова категорія          | Місце  |
| -------------------------------- | ------ | ------------------------- | ------ |
| Чемпіонат Європи з боротьби 2005 | Росія  | вільна боротьба, до 74 кг | Срібло |

### Виступи на Кубках світу
| Змагання                    | Збірна | Вагова категорія          | Місце  |
| --------------------------- | ------ | ------------------------- | ------ |
| Кубок світу з боротьби 2004 | Росія  | вільна боротьба, до 74 кг | Золото |
| Кубок світу з боротьби 2007 | Росія  | вільна боротьба, до 74 кг | 5      |
| Кубок світу з боротьби 2007 | Росія  | команда                   | Золото |

### Виступи на інших змаганнях
| Змагання                           | Збірна | Вагова категорія          | Місце  |
| ---------------------------------- | ------ | ------------------------- | ------ |
| Гран-прі Німеччини з боротьби 2003 | Росія  | вільна боротьба, до 74 кг | Бронза |
| Гран-прі Німеччини з боротьби 2004 | Росія  | вільна боротьба, до 74 кг | Бронза |
| Гран-прі «Іван Яригін» 2004        | Росія  | вільна боротьба, до 74 кг | Бронза |
| Гран-прі «Іван Яригін» 2005        | Росія  | вільна боротьба, до 74 кг | Срібло |

### Виступи на змаганнях молодших вікових груп
| Змагання                                      | Збірна | Вагова категорія          | Місце  |
| --------------------------------------------- | ------ | ------------------------- | ------ |
| Світові молодіжні ігри 1998                   | Росія  | вільна боротьба, до 69 кг | Золото |
| Чемпіонат світу з боротьби серед кадетів 1999 | Росія  | вільна боротьба, до 76 кг | Золото |
| Чемпіонат світу з боротьби серед юніорів 2001 | Росія  | вільна боротьба, до 76 кг | Золото |
| Чемпіонат світу з боротьби серед юніорів 2003 | Росія  | вільна боротьба, до 74 кг | Золото |